# العقرمي (إب)
العقرمي هي إحدى قرى الجمهورية اليمنية. وهي تتبع جغرافيًا لمحافظة إب. وإداريًا لمديرية مذيخرة. يبلغ تعداد سكانها 3694 نسمة حسب الإحصاء الذي جرى عام 2004.
تعد العقرمي إحدى قرى عزلة الأشعوب التابعة لمديرية مذيخرة يعلوها جبل شاهق يسمى جبل قرعد، تتميز هذه القرية بالزراعة والرعي وتجارة المحاصيل[بحاجة لمصدر].